# Val di Vizze
Val di Vizze (en allemand, Pfitsch) est une commune italienne d'environ 3 070 habitants (2020) située dans la province autonome de Bolzano, dans la région du Trentin-Haut-Adige, dans le Nord-Est de l'Italie.

## Administration
| Période                                  | Période | Identité | Étiquette | Qualité |
| ---------------------------------------- | ------- | -------- | --------- | ------- |
|                                          |         |          |           |         |
| Les données manquantes sont à compléter. |         |          |           |         |

### Hameaux
Caminata, San Giacomo, Prati

### Communes limitrophes
Les communes limitrophes sont  Brennero, Campo di Trens, Finkenberg, Gries am Brenner, Rio di Pusteria, Selva dei Molini, Vals, Vandoies et Vipiteno.